# Черноусов, Артём Анатольевич
Артём Анатольевич Черноусов (род. 10 января 1996, Иркутск) — российский стрелок из пистолета. Серебряный призёр Олимпийских игр, чемпион мира 2018 года, трёхкратный чемпион II Европейских игр, семикратный чемпион Европы, многократный призёр чемпионатов мира и Европы. Заслуженный мастер спорта России.

## Биография
В детстве активно занимался спортом: с 9 до 15 лет стрелял из лука и получил звание кандидата в мастера спорта. Его специализацией стала пулевая стрельба из пневматического и малокалиберного пистолета. Тренируется СШОР «Приангарье» им. Л. М. Яковенко под руководство заслуженного тренера России Г. Н. Корзун.
На юниорском уровне на его счету победа в Кубке мира, золотые медали первенства Европы 2015 и 2016 годов.
С 2017 года представляет сборную России. В свой дебютный год стал чемпионом Европы в командных соревнованиях по стрельбе из пневматического пистолета с 10 метров. Через год выиграл свою вторую золотую медаль чемпионатов Европы, став сильнейшим в паре с Маргаритой Ломовой в миксте. Через несколько месяцев в дуэте с Виталиной Бацарашкиной одержал победу в той же дисциплине на чемпионате мира в южнокорейском Чханвоне. В личных соревнованиях в стрельбе с 10 метров завоевал серебряную медаль, уступив в перестрелке четырёхкратному олимпийскому чемпиону Чин Джон О.
В 2019 году на Европейских играх в Минске 22 июня Черноусов и Виталина Бацарашкина стали первыми чемпионами Игр, одержав победу в смешанных командных соревнованиях по стрельбе из пневматического пистолета с 10 метров. Завоевал ещё две золотые медали: в личном зачёте с 10 метров и в миксте с 50 метров. Таким образом, Черноусов стал самым титулованным стрелком соревнований.
В следующем сезоне на чемпионате Европы в Польше выиграл три золотые награды, в том числе в личном турнире с 10 метров.

## Личная жизнь
2 августа 2019 года женился на чемпионке Европейских игр и призёре чемпионата мира по стрельбе Маргарите Ломовой.

## Награды
- Медаль ордена «За заслуги перед Отечеством» I степени (11 августа 2021 года) — за большой вклад в развитие отечественного спорта, высокие спортивные достижения, волю к победе, стойкость и целеустремленность, проявленные на Играх XXXII Олимпиады 2020 года в городе Токио (Япония)[8].
- Медаль «За укрепление боевого содружества» (14 августа 2021)[9][10]